# Live in Tokyo (album, Wishbone Ash)
Live in Tokyo je koncertní album od britské rockové skupiny Wishbone Ash, které bylo nahráno v listopadu 1978 během koncertního turné na podporu alba No Smoke Without Fire v Sun Plaza v Tokiu. Album bylo vydáno v březnu 1979 pouze v Japonsku na značce MCA Records. Album nevyšlo jinde než v Japonsku až do roku 2010, kdy bylo vydáno CD na značce Enigmatic record.

## Seznam stop
1. "F.U.B.B."
2. "Way Of The World"
3. "You See Red"
4. "Jail Bait"
5. "Blowin' Free"

## Obsazení
- Martin Turner - baskytara, zpěv
- Andy Powell - kytara, zpěv
- Laurie Wisefield - kytara, zpěv
- Steve Upton - bicí